# The Red Piano
The Red Piano è un video concerto di Elton John pubblicato nel 2008, tratto dall'omonimo tour.
Nell'ottobre del 2008 uno dei numerosi concerti di Las Vegas (tenutosi nel dicembre del 2005 e già pubblicato in parte nel DVD Rocket Man: The Definitive Hits) è stato distribuito ufficialmente in un cofanetto contenente 2 DVD e un CD; il primo DVD contiene lo show, il secondo un documentario sullo spettacolo e i video di David LaChapelle, mentre il CD contiene quasi tutti i brani del DVD. Il concerto è stato distribuito anche in blu-ray più il CD citato.
Esistono inoltre due versioni di Best Buy: una in blu-ray con 2 CD e una composta da 2 DVD e due CD. Sono infine in circolazione una versione europea del cofanetto con due DVD ma senza il CD bonus e una versione americana con un DVD e 2 CD (manca il DVD con i vari bonus).

## Versione internazionale

### DVD 1
1. Bennie and the Jets
2. Philadelphia Freedom
3. Believe
4. Daniel
5. Rocket Man
6. Answer in the Sky
7. Tiny Dancer
8. Introduzione della Elton John Band
9. Don't Let the Sun Go Down on Me
10. Candle in the Wind
11. Pinball Wizard
12. The Bitch Is Back
13. I'm Still Standing
14. Saturday Night's Alright for Fighting
15. Your Song

### DVD 2
1. Documentario
2. Philadelphia Freedom (video di David LaChapelle)
3. Believe (video di David LaChapelle)
4. Daniel (video di David LaChapelle)
5. Rocket Man (video di David LaChapelle)
6. Answer in the Sky (video di David LaChapelle)
7. Don't Let the Sun Go Down on Me (video di David LaChapelle)
8. Candle in the Wind (video di David LaChapelle)
9. Pinball Wizard (video di David LaChapelle)
10. The Bitch Is Back (video di David LaChapelle)
11. I'm Still Standing (video di David LaChapelle)
12. Saturday Night's Alright for Fighting (video di David LaChapelle)

### CD bonus
1. Bennie and the Jets
2. Philadelphia Freedom
3. Believe
4. Daniel
5. Rocket Man
6. Answer in the Sky
7. Tiny Dancer
8. Don't Let the Sun Go Down on Me
9. Candle in the Wind
10. The Bitch Is Back
11. I'm Still Standing
12. Saturday Night's Alright for Fighting
13. Your Song